# Régiment Royal-Wallon
Le régiment Royal-Wallon est un régiment d’infanterie wallon du royaume de France créé en 1744.

## Création et différentes dénominations
- 1er juillet 1744 : création du régiment Royal-Wallon
- 18 décembre 1748 : licencié, à l’exception des compagnies de grenadiers restant provisoirement sur pied

## Équipement

### Drapeaux
Les drapeaux avaient 2 carrés verts, 1 blanc et 1 jaune (idem régiment de Boufflers).

Drapeaux d’ordonnance et colonel
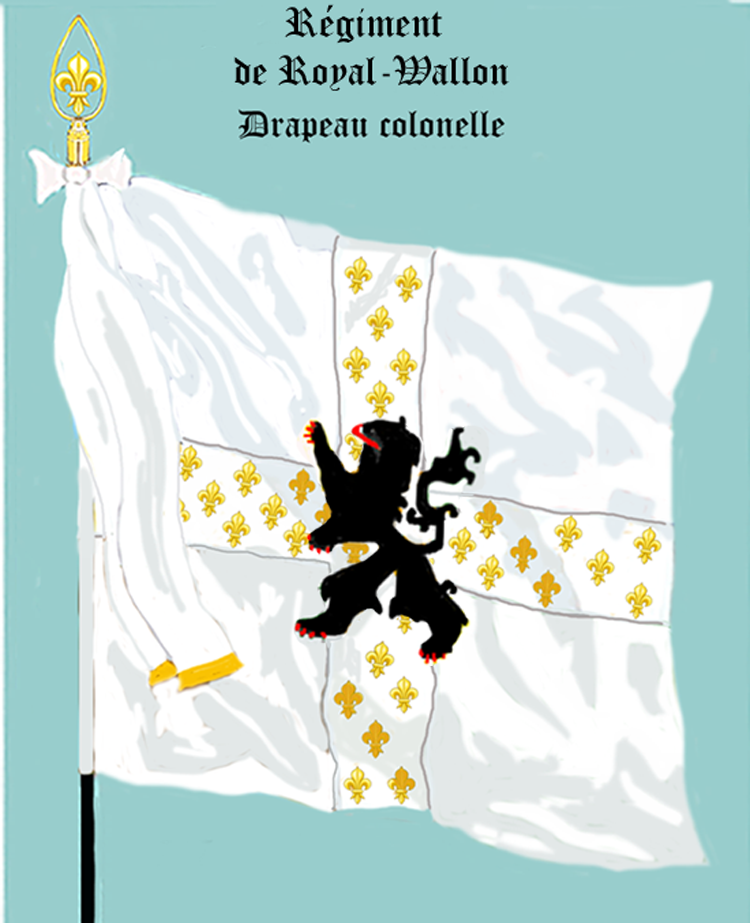
drapeau colonel
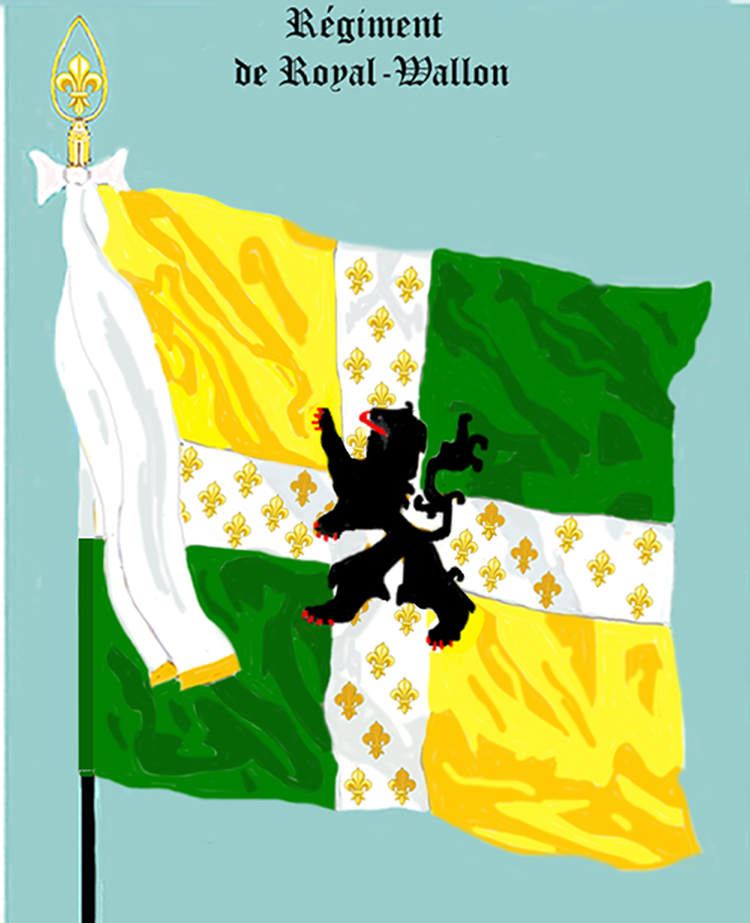
régiment Royal-Wallon de 1744 à 1748

### Habillement
Habit bleu avec parements rouges, boutonnières et boutons jaunes, veste et culotte blanches, chapeau bordé de jaune.

Uniforme
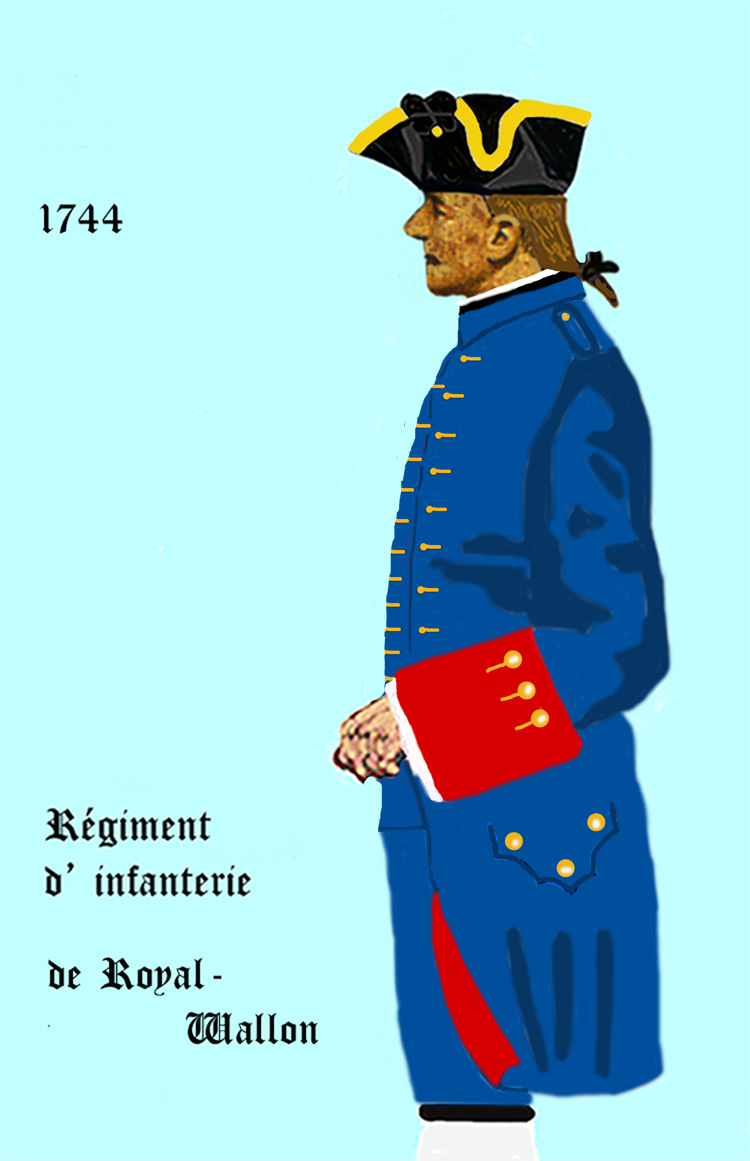
régiment Royal-Wallon de 1744 à 1748

## Historique

### Composition
L’Ordonnance du 1er juillet 1744 prescrivit la levée de deux régiments wallons, qui devaient se recruter dans les pays conquis en Flandre (l’autre régiment étant celui de Boufflers).
2 bataillons de 13 compagnies dont 1 de 3 officiers et 45 grenadiers et 12 de 3 officiers et 55 fusiliers.

## Personnalité ayant servi au sein du régiment
- Marie Magdelaine Mouron, soldate française du XVIIe siècle.